# Chappes, Puy-de-Dôme

Chappes este o comună în departamentul Puy-de-Dôme, Franța. În 1 ianuarie 2022 avea o populație de 1.609 de locuitori.